# Noora Koponen
Noora Riikka Koponen, född 12 juli 1983 i Karleby, är en finländsk politiker (Gröna förbundet). Hon var ledamot av Finlands riksdag 2019–2023.
Koponen blev invald i riksdagen i riksdagsvalet 2019 med 4 748 röster från Nylands valkrets.